# Николай Подгорни
 Тази статия е за украинския политик.  За руския актьор вижте Николай Подгорни (актьор).  
Никола̀й Вѝкторович Подго̀рни (на украински: Микола Вікторович Підгорний) е украински политик от Комунистическата партия на Съветския съюз (КПСС).
Роден е на 5 февруари (18 февруари нов стил) 1903 година в Карливка, Полтавска губерния, в работническо семейство. През 1931 година завършва технология на хранителната промишленост в Киев и през следващите години работи в захарни заводи в различни части на Украйна. От 1939 година е на политически длъжности и през 1957 – 1963 оглавява Комунистическата партия на Украйна, а през 1963 – 1965 година е секретар на Централния комитет на КПСС. От 1965 до 1977 година е председател на Президиума на Върховния съвет, номинален държавен глава на Съветския съюз.
Николай Подгорни умира от рак на 11 януари 1983 година в Москва.